# Гімн черничий
«Гімн черничий» — вірш Тараса Шевченка 1860 року, написаний у С.-Петербурзі.

## Написання та автографи
Зберігся чистовий автограф вірша у «Більшій книжці». Дата в автографі: «20 июня».
Вірш датується дослідниками за автографом та його місцем у «Більшій книжці» серед творів 1860-го: 20 червня 1860 року, та місцем написання — С.-Петербург.
Первісний автограф не відомий. Переписавши текст до «Більшої книжки», Шевченко зробив виправлення в рядку 7. Назву дописано пізніше (чорнилом іншого відтінку). Зберігся список у рукописному «Кобзарі», що належав Г. Богданенкові, а згодом В. Степаненкові.

## Публікація
Вперше надруковано за «Більшою книжкою» в «Кобзарі з додатком споминок про Шевченка Костомарова і Микешина» 1876 року (Прага, стор. 241).

## Сюжет
«Гімн черничий» — антиклерикальний сатиричний вірш, у якому поет висміює чернецтво з його аскетичною святенницькою мораллю. Протест проти понівечення людини догмами релігії автор висловлює у формі сатиричних куплетів з рефреном. Своїм легким комізмом глузливі строфи «Гімну черничого» дуже близькі до комізму пісень П'єра-Жана Беранже. Саме в ці роки поет захоплювався поезією В. Курочкіна й підтримував з ним особисті зв'язки. 

## Музика
Д. Клебанов поклав цей твір на музику.